# Massacre de la Powder River
Guerres indiennes
Le massacre de la Powder River eut lieu le 17 août 1865 au cours de l'expédition de la Powder River. À cette occasion, des soldats américains et des éclaireurs pawnees attaquèrent 24 Cheyennes. L'attaque se produisit près de la Powder River dans le Territoire du Dakota, dans l'actuel comté de Johnson au Wyoming.

## Le massacre
En août 1865, le capitaine Frank Joshua North, avec environ 48 de ses éclaireurs pawnees et quelques autres soldats et civils, fut chargé de rechercher des « Indiens hostiles » dans le Territoire du Dakota. Pendant deux jours, le groupe poursuivit un groupe de Cheyennes qui se dirigeaient en direction du nord. Les traces laissaient penser qu'il y avait 35-40 chevaux, des mulets et un travois. À 2 heures du matin le 17 août, le capitaine et ses éclaireurs prit contact avec le groupe sur la Powder River, à une centaine de kilomètres au nord de Fort Connor. Le petit groupe de 24 Cheyennes avaient dressé son camp pour la nuit et dormait. North a décidé d'attendre jusqu'à l'aube pour attaquer. Au petit matin, l'unité du capitaine entra dans le camp. Les Cheyennes ayant repéré les éclaireurs amérindiens pensèrent que c'étaient des alliés cheyennes et n'identifièrent pas les Pawnees. Cependant, les Pawnees donnèrent l'assaut et tuèrent les 24 Amérindiens, parmi lesquels Yellow Woman, qui était la belle-mère de George Bent. Pendant le combat, les hommes de North perdirent 4 chevaux. Mais il reprirent 2 selles volées au gouvernement, une grande quantité de vêtements pour femmes et enfants blancs, 2 vestes militaires données par le colonel Thomas Moonlight au cours du printemps 1865 et 29 chevaux et mulets. Quatre de ces animaux étaient marqués par le gouvernement américain, indiquant qu'ils avaient été récemment capturés au cours des batailles de Red Buttes et de Platte Bridge Station (en) qui avaient eu lieu le 26 juillet 1865 près de la ville actuelle de Casper dans le Wyoming. Un cheval capturé appartenait à la Overland Stage Company.

## Les suites
Après l'attaque, le général de brigade Patrick E. Connor émit un rapport officiel sur l'action en date du 19 août 1865 :

« Un détachement de mes éclaireurs pawnees du 16th inst. découvrit et prit en chasse un groupe de 24 Cheyennes qui rentraient d'un raid de pillage. Ils les surprirent à environ soixante miles au nord-est d'ici, sur la Power River et, après un rapide engagement, en tuèrent la plus grande partie. Les pertes de notre côté furent de 4 chevaux tués. Nous capturâmes 29 animaux, permis lesquels 4 appartiennent au gouvernement et 1 à l'Overland Stage line. Nous avons aussi récupéré 2 selles du gouvernement ainsi que de nombreux vêtements de femmes et d'enfants et 2 vestes d'infanterie données par le colonel Moonlight aux Indiens au cours du dernier printemps avant qu'ils ne tuent le capitaine Fouts ainsi que 7 soldats du 7th d'Iowa. »

## Emplacement
Les estimations de l'endroit où le massacre s'est produit varient de quatre-vingts à cent trente kilomètres au nord de Fort Connor, selon les divers journaux et rapports. Il est probable qu'il a eu lieu quelque part entre l'embouchure de Crazy Woman Creek et l'actuel Arvada, Wyoming sur la Powder. Le site où furent inhumés les 24 Amérindiens reste toujours inconnu.

## Ordre de bataille
United States Army, capitaine Frank Joshua North
- Éclaireurs pawnees, près de 48 hommes[3].
- Soldats hors cadre et civils, environ 4 hommes

| États-Unis | Unité                                                          | Force |
| ---------- | -------------------------------------------------------------- | --- |
| États-Unis | Éclaireurs pawnees, environ 52 hommes capitaine Frank J. North | - Compagnie A, éclaireurs pawnees, Nebraska Cavalry, 48 hommes - Le capitaine Samuel M. Robbins, 1er de Cavalerie du Colorado, Ingénieur en chef du général Connor - First lieutenant Oscar Jewett, 1er de cavalerie du Nevada, aide de camp du général Connor - Alvin C. Leighton, cantinier civil pour l'expédition de la Powder River - Finn Burnett, muletier employé de Leighton |

Améridiens, Yellow Woman †
- Cheyennes, 24 hommes et femmes

| Amérindiens | Tribu                   | Force                    |
| ----------- | ----------------------- | ------------------------ |
| Amérindiens | Cheyenne Yellow Woman † | - 23 hommes et une femme |